# Punta (musique)
Pour les articles homonymes, voir Punta.
La punta est une danse et une musique culturelle afro-indigène des Garifunas, originaire de l'île de Saint-Vincent-et-les-Grenadines, dans les Caraïbes, avant leur exil à Roatán. Elle est également connue sous le nom de yurumei, banguity ou bunda. Elle comporte des éléments africains et arawaks, qui sont aussi les caractéristiques de la langue garifuna. La punta est la danse traditionnelle la plus connue de la communauté garifuna.
La diaspora des Garifuna, communément appelée « nation Garifuna », remonte aux habitants d'Afrique de l'Ouest qui ont échappé à l'esclavage et aux Amérindiens Arawak et Carib. La punta est utilisée pour réaffirmer et exprimer la lutte ressentie par l'héritage commun de la population indigène à travers des formes d'art culturel, telles que la danse et la musique, et pour souligner leur fort sentiment d'endurance ainsi que le retour aux ancêtres du peuple Garifuna. Outre le Honduras, la punta est également appréciée au Belize, au Guatemala, au Nicaragua, à Saint-Vincent-et-les-Grenadines et aux États-Unis.
Les paroles peuvent être en garifuna, en kriol, en anglais ou en espagnol, mais la plupart des chansons sont interprétées dans les langues indigènes arawak et caraïbe des Garinagu et ne sont souvent que des adaptations contemporaines de chansons garifuna traditionnelles. La punta est la danse la plus populaire de la culture garifuna et est dansée en particulier lors des funérailles, sur les plages et dans les parcs garifunas. La punta est un symbole de l'ethnicité et de la modernité garifuna et peut être considérée comme un art populaire poétique qui relie des cultures et des rythmes plus anciens à des sons nouveaux. La chumba et le hunguhungu, des danses circulaires à triple rythme, sont souvent combinés à la punta.

## Origines et histoire
Dans leur culture, les habitants se désignent à la fois Garinagu et Garifunas, Garifuna se rapportant principalement à leur culture, à leur musique et à leur danse, plutôt que de l'utiliser pour identifier leur peuple. Il existe plusieurs origines possibles à la signification de la punta pour la danse et la musique garifuna qu'elle représente. Le mot punta est une latinisation d'un ancien rythme d'Afrique de l'Ouest appelé bunda, ou « fesses » dans la langue mandé. Une autre possibilité est que punta signifie en espagnol « d'un point à un autre », en référence à la pointe des orteils ou au mouvement d'un endroit à un autre.
La danse punta est exécutée par un homme et une femme qui évoluent séparément dans un cercle formé par les spectateurs. Ils commencent face à face et la figure varie selon l'ingéniosité des danseurs, mais représente toujours l'évolution d'une parade nuptiale dans laquelle d'abord l'homme poursuit, puis la femme, tandis que l'autre se retire ; elle ne se termine que lorsque l'un d'eux, par épuisement ou par manque d'initiative, s'avoue vaincu en se retirant de la piste, pour être immédiatement remplacé par un autre. La danse Punta est une danse d'accouplement mimétique du coq et de la poule, avec des mouvements rapides des fesses, des hanches et des pieds, tandis que la partie supérieure du torse reste immobile. Les couples tentent de danser de manière plus stylisée et plus séduisante, avec de meilleurs mouvements de hanche, que leurs concurrents. Au fil de la soirée, la punta devient extrêmement « intense », tandis que les spectateurs encouragent leurs favoris aux cris de mígira-ba labu ou mígira-ba tabu (qui a la même signification que « ne le (ou la) laisse pas te battre ! »
Au fil du temps, en raison de leur histoire complexe, la musique et la danse deviennent un moyen d'expliquer leur vie quotidienne et leur environnement, un véhicule pour communiquer les luttes et les idées des Garifuna, et un antidote pour célébrer la vie et soulager la douleur des Garifuna : « Alors que la punta sous forme de chanson symbolise la conservation de la culture à travers la musique, la punta sous forme de danse symbolise la continuité de la vie. » La danse de base séduit tous les sexes et tous les âges, qu'elle soit exprimée dans sa forme originale, plus conservatrice, avec de doux déhanchements qui impliquent le désir sexuel, ou dans sa forme plus agressive et provocante qui émule le sexe. Le rythme constamment pulsé représente la forme la plus directe et la plus physique d'intimité, ce qui attire également des personnes de différentes ethnies.
L'anthropologue Cynthia Chamberlain Bianchi a observé des rituels de punta à l'occasion de fêtes telles que la veille de Noël et le jour de l'An lors de son étude à la fin des années 1970 et au milieu des années 1980. Les rituels religieux ou ancestraux sont plus courants, comme ceux observés lors des veillées de la neuvième nuit par l'anthropologue Nancie Gonzales lors de son travail sur le terrain en Amérique centrale. Si un décès survient la nuit, la veillée commence tôt le lendemain matin et se poursuit toute la journée, pour se terminer par un enterrement en fin d'après-midi. En revanche, si le décès a eu lieu pendant la journée, une veillée nocturne s'ensuit, avec des allées et venues, des prières et des beuveries ; la danse de la punta peut être considérée comme une caractéristique marquante des veillées nocturnes et était obligatoire pour de nombreux participants. Gonzales s'est penchée sur ses travaux et ceux d'autres anthropologues, tels que Virginia Kearns, et a conclu que des preuves similaires ont été trouvées au Belize, ainsi que les siennes au Honduras, selon lesquelles la plupart des danses et des récits de punta étaient conservés jusqu'à la neuvième nuit de veille, plutôt que d'être inclus à n'importe quel moment.